# Белая Гора (Тверская область)
Белая Гора — деревня в Нелидовском городском округе Тверской области.

## География
Находится в юго-западной части Тверской области на расстоянии приблизительно 5 км на север-запад по прямой от города Нелидово на левом берегу реки Межа.

## История
В 1859 году здесь (деревня Бельского уезда Смоленской губернии) было учтено 4 двора, в 1941 — 21. До 2018 года входила в состав ныне упразднённого Нелидовского сельского поселения.

## Население
Численность населения: 40 человек (1859 год), 9 (русские 100 %) в 2002 году, 8 в 2010.